# Бірте Вайґанґ
Бірте Вайґанґ (нім. Birte Weigang, 31 січня 1968) — німецька плавчиня.
Олімпійська чемпіонка 1988 року.
Призерка Чемпіонату світу з водних видів спорту 1986 року.
Чемпіонка Європи з водних видів спорту 1985, 1987 років.